# Griesbeckerzell
Griesbeckerzell ist ein Ortsteil der Stadt Aichach im Landkreis Aichach-Friedberg, der zum Regierungsbezirk Schwaben in Bayern gehört.
Die offizielle Schreibweise des Ortsnamens lautete bis 1875 Griesbekerzell, daraufhin Griesbäckerzell und ist seit 1951 auf Griesbeckerzell festgelegt.

## Geographie
Griesbeckerzell liegt im Donau-Isar-Hügelland und damit im Unterbayerischen Hügelland, das zum Alpenvorland, einer der Naturräumlichen Haupteinheiten Deutschlands, gehört.
Zur Gemarkung gehören auch die Dörfer Hiesling und Hofgarten, der Weiler Neuhausen und die Einöde Knottenried. Am 1. Januar 1972 wurde das Dorf Edenried eingegliedert, das bis dahin eine selbstständige Gemeinde war und 1978 mit in die Stadt Aichach eingemeindet wurde.
Griesbeckerzell liegt etwa sechs Kilometer westlich von Aichach; an den Ort schließt sich direkt südöstlich Hofgarten an. Edenried und Neuhausen liegen westlich und Hiesling sowie Knottenried nördlich von Griesbeckerzell.

## Geschichte
In den Jahren 1359 und 1371 wurden der Ortsadel bzw. der Ort erwähnt. Nach dem Aussterben der „Griesbecke“ im 14. Jahrhundert trat ein Geschlecht von Fischach in den Besitz des Ortes und der Hofmark. Später erschienen die Zelter, dann von 1500 bis 1827 die Herren von Burgau. Das 1698 erbaute Barockschloss in der Mitte des Dorfes wurde 1854 abgebrochen.
Im Jahre 1818 wurde mit dem bayerischen Gemeindeedikt die selbstständige Gemeinde Griesbeckerzell mit den Orten Hiesling, Hofgarten, Neuhausen und Knottenried begründet.
Am 1. Januar 1972 wurde die bis dahin selbstständige Gemeinde Edenried im Zuge der Gebietsreform in Bayern nach Griesbeckerzell eingemeindet. Am 1. Juli 1972 kam Griesbeckerzell (bisher im Landkreis Aichach) in den neu gegründeten Landkreis Aichach-Friedberg (bis zum 30. April 1973 mit der Bezeichnung Landkreis Augsburg-Ost). Am 1. Januar 1978 wurde schließlich Griesbeckerzell selbst in die Stadt Aichach eingemeindet.
Die katholische Pfarrei St. Laurentius in Griesbeckerzell gehört zum Dekanat Aichach-Friedberg im Bistum Augsburg. Zur Pfarrei gehört auch noch Hofgarten. Die Pfarrkirche ist ein flachgedeckter Saalbau mit eingezogenem Chor aus dem Jahre 1837. Die katholische Pfarrei Sankt Vitus in Edenried gehört ebenfalls zum Dekanat Aichach-Friedberg. Zur Pfarrei gehören ferner Neuhausen und Pfaffenzell. Hiesling und Knottenried gehören zur Pfarrei Mariä Himmelfahrt in Aichach.

## Fossilien
In der Nähe von Griesbeckerzell wurden einige Fossilien einer ausgestorbenen Schlange gefunden.

## Kultur und Sehenswürdigkeiten

### Bauwerke

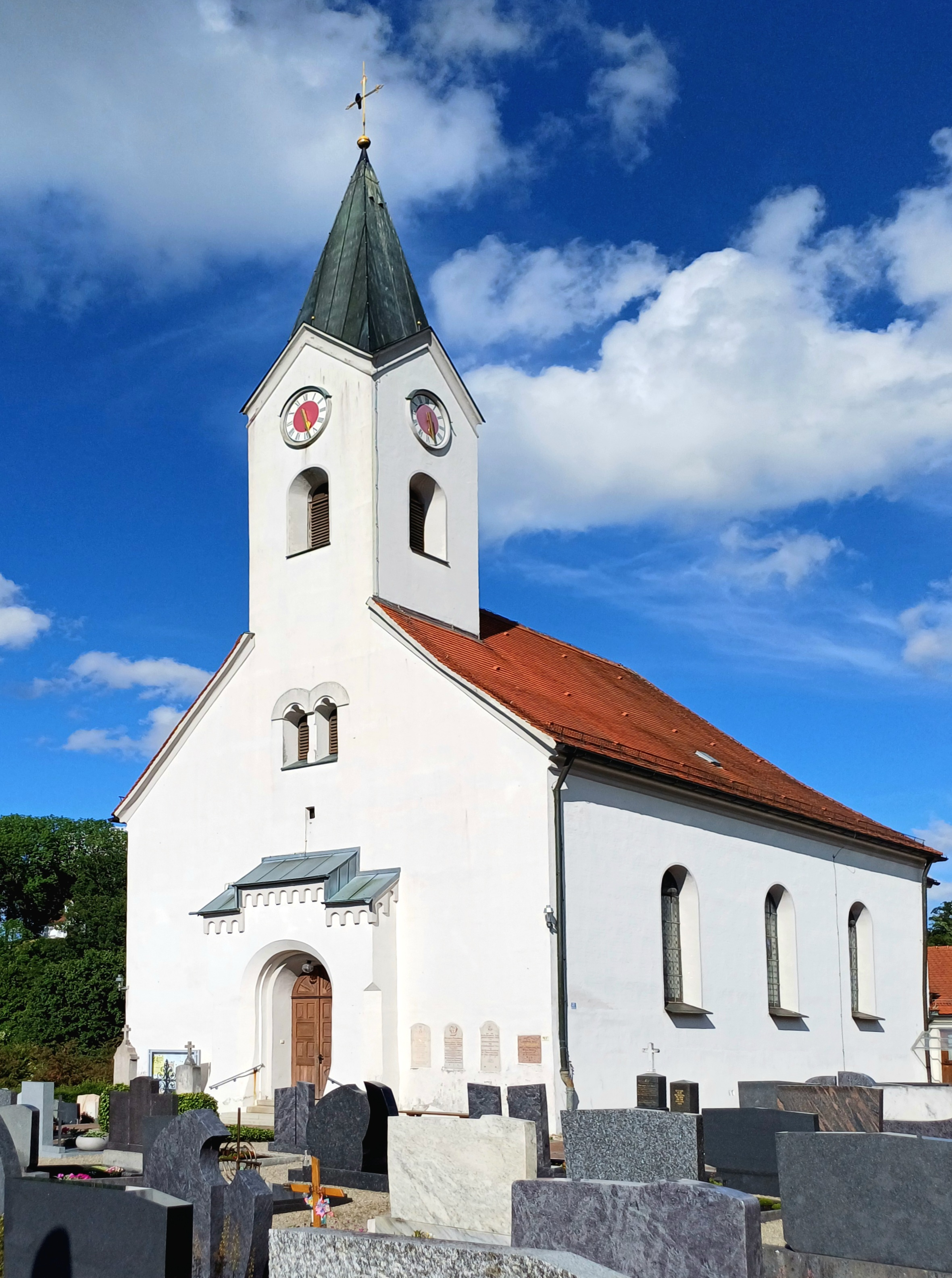
Pfarrkirche St. Laurentius

Kirche St. Laurentius

### Regelmäßige Veranstaltungen
- Jährlich stattfindender Faschingsumzug, welcher von der Faschingsgesellschaft Zell ohne See am Faschingssonntag veranstaltet wird.

## Bodendenkmäler
Siehe: Liste der Bodendenkmäler in Aichach

## Persönlichkeiten

### Ehrenbürger von Griesbeckerzell
Max Gmach (* 26. Februar 1912 in Lauingen (Donau); † 9. Juni 1980 in Altötting), katholischer Pfarrer in Griesbeckerzell
Verleihung am 19. November 1972

### Söhne des Ortes
Max Kolmsperger (1890–1966), stellvertretender Vorsitzender des Verbands der Berufsjournalisten in Bayern und Mitglied des Bayerischen Senats